# Olaus Brännström
Arne Olaus Brännström, född 25 april 1919 i Drängsmark, Byske församling i Västerbotten, död 8 december 2008 i Uppsala, var en svensk kyrkoman. Han var far till den tidigare arméchefen generalmajor Anders Brännström.

## Biografi
Olaus Brännström kom från en västerbottnisk bondesläkt, som son till hemmansägare Oskar Brännström och Mathilda, född Marklund. Han studerade vid Fjellstedtska skolan i Uppsala och avlade studentexamen där 1941. Efter teologiska studier vid Uppsala Universitet prästvigdes han 1944 i Luleå. Han var därefter verksam i Burträsks församling, Vitträsks kyrka, Edefors församling och Svansteins församling innan han 1946 blev stiftsadjunkt i Övertorneå, i stiftets finskspråkiga och tvåspråkiga delar, och 1951 kyrkoherde i Tärendö. 1962 tillträdde Brännström kyrkoherdebefattningen i Burträsk för att 1966 utnämnas till domprost i Luleå. År 1980 efterträdde Brännström Stig Hellsten som biskop för Luleå stift och var sedan verksam fram till pensioneringen 1986. Efter pensioneringen 1986 flyttade han tillsammans med hustrun Ingrid till Uppsala där han fortsatte verka som teolog och författare. 
Brännström var engagerad som teolog och akademiker hela sitt liv. Under tiden som doktorand vid Uppsala universitet gjorde han en resa till USA 1956–1957 där han samlade material för avhandlingen, och var gästprofessor vid Suomi teologiska seminarium i Hancock, Michigan, USA och därefter en kortare tid som präst i S Range Michigan. Han disputerade för teologie doktorsgrad 1962 på avhandlingen ”Den laestadianska själavårdstraditionen i Sverige under 1800-talet”. Han var även en tid verksam i Sveriges kyrkliga studieförbund i stiftet, Luleå stifts kyrkosångarförbund, Svenska kyrkans missionsstyrelse, för vilka han företog ett flertal resor till Asien och Afrika, stiftstinget och stiftsrådet och även ordförande i stiftsnämnden. Hans kunskaper i finska blev en tillgång både i Tornedalen och i det internordiska kyrkliga samarbetet på Nordkalotten. Han deltog i arbetet med finskspråkiga psalmböcker för Svenska kyrkan. Han redigerade 1972 den finska psalmboken för Svenska kyrkan "Ruotsin kirkon virsikirja Kuninkaan käskystä toimitettu" 1972, samt var ordförande 1993–2002 i en arbetsgrupp, som översatte 1986 års psalmbok till finska (Ruotsin kirkon virsikirja). Han dog efter en kort tids sjukdom 89 år gammal..
Olaus Brännström ligger begravd på Uppsala gamla kyrkogård.